# Роберт Ли (Тексас)
Роберт Ли (енгл. Robert Lee) град је у америчкој савезној држави Тексас. По попису становништва из 2010. у њему је живело 1.049 становника.

## Демографија
Према попису становништва из 2010. у граду је живело 1.049 становника, што је 122 (10,4%) становника мање него 2000. године.
| Група             | 2000.       | 2010.       |
| Белци             | 920 (78,6%) | 777 (74,1%) |
| Афроамериканци    | 3 (0,3%)    | 1 (0,1%)    |
| Азијати           | 1 (0,1%)    | 0 (0,0%)    |
| Хиспаноамериканци | 230 (19,6%) | 244 (23,3%) |
| Укупно            | 1.171       | 1.049       |